# Heteroatom

Lansoprazol med färglagda heteroatomer, väteatomer på både kol- och heteroatomer har inte ritats ut.

Heteroatom (grekiskans heteros, olika + atomos, odelbar) betecknar inom den organiska kemin atomer som inte är kol eller väte. Vanliga heteroatomer är syre, kväve, svavel, fosfor och halogenerna. När en heteroatom är del av en ring kallas denna heterocykel. 